# Mars Di Bartolomeo
Mars Di Bartolomeo (ur. 27 czerwca 1952 w Dudelange) – luksemburski dziennikarz, samorządowiec i polityk, deputowany, minister, w latach 2013–2018 przewodniczący Izby Deputowanych.

## Życiorys
Ukończył Lycée de garçons w Esch-sur-Alzette. Od 1972 do 1984 był dziennikarzem gazety „Tageblatt”. W 1984 został sekretarzem parlamentarnym Luksemburskiej Socjalistycznej Partii Robotniczej. W 1987 dostał się do rady rodzinnego miasta. W wyborach samorządowych w 1993 wybrany na burmistrza Dudelange (urząd objął 1 stycznia 1994), pełnił tę funkcję do 2004. W 1989 po raz pierwszy został posłem do Izby Deputowanych. Z powodzeniem ubiegał się o reelekcję w wyborach w 1994, 1999, 2004, 2009, 2013, 2018 i 2023.
31 lipca 2004 został ministrem zdrowia i bezpieczeństwa socjalnego w trzecim rządzie Jeana Claude'a Junckera. Stanowisko to utrzymał także w czwartym gabinecie tego polityka. Po wyborach parlamentarnych w 2013 został przewodniczącym Izby Deputowanych, zastępując Laurenta Mosara. Na czele luksemburskiego parlamentu stał przez całą pięcioletnią kadencję.